# آنته فریر
آنته فریر (انگلیسی: Annette Frier؛ زادهٔ ۲۲ ژانویهٔ ۱۹۷۴) بازیگر و کمدین اهل آلمان است. وی از سال ۱۹۹۷ میلادی تاکنون مشغول فعالیت بوده‌است.
از فیلم‌هایی که وی در آن‌ها نقش داشته‌است، می‌توان به طاووس اشاره نمود.